# Dolní Nerestce (zámek)
Dolní Nerestce jsou zámek ve stejnojmenné vesnici, části obce Nerestce v okrese Písek v Jihočeském kraji. Založen byl okolo roku 1600 příslušníky rodu Deymů ze Stříteže. Později se mezi majiteli vystřídali například Hrobčičtí z Hrobčic nebo Kořenští z Terešova. Od roku 1719 zámek ztratil svou funkci vrchnostenského sídla a v první polovině dvacátého století byl adaptován na byty. Zámecká budova s hospodářskými objekty přilehlého dvora jsou chráněny jako kulturní památka.

## Historie
Nerestce byly od roku 1474 součástí čimelického panství, které roku 1543 získali Deymové ze Stříteže. V roce 1597 došlo k dělení majetku po Aleši Deymovi a Nerestce připadly jeho synovi Janovi mladšímu Deymovi, po němž majetek převzal bratr Vilém. Jeden z bratrů založil v Dolních Nerestcích renesanční tvrz. Po potlačení stavovského povstání byl Vilém odsouzen k manství, a když roku 1629 zemřel, byl jeho majetek zkonfiskován.
Roku 1630 Nerestce koupila Vilémova příbuzná Eva Plotová, rozená Deymová ze Stříteže. Statek vlastnila do své smrti v roce 1663 a po ní tvrz získal Vilém Racek Hrobčický z Hrobčic. Během následujících let dosáhly dluhy panství takové výše, že bylo roku 1679 nuceně prodáno Petru Ignáci Říčanskému z Říčan. Kupní smlouva uvádí prosté sídlo, které bylo pravděpodobně během poslední třetiny sedmnáctého století upraveno v barokním slohu. Další přestavba pak následovala v první polovině osmnáctého století.
Říčanským zámek patřil do roku 1687, kdy jej koupil Jan Antonín Kořenský z Terešova, kterého vystřídala Josefa Conensová, rozená Týřovská z Einsiedle. Od ní statek roku 1719 koupil Karel Gottlieb z Bissingenu a opět jej připojil k Čimelicím, u kterých už zůstal. V letech 1918 a 1946 proběhly stavební úpravy, při nichž byl zámek upraven na byty, a ztratil tak většinu slohových prvků.

## Stavební podoba
Zámek je dvoukřídlá jednopatrová budova. Starší východní křídlo je podsklepené. V severním průčelí se dochovaly fragmenty sgrafitové rustiky. V přízemí se nachází zaklenuté dvouramenné schodiště s křížově klenutými podestami. V západním křídle se nachází kaple svaté Anny, jejíž interiér prostupuje oběma podlažími. Na ni navazuje prostor zaklenutý hřebínkovou klenbou. Místnost původně zabírala celou hloubku křídla, ale při mladších úpravách byla rozdělena příčkami.
K památkově chráněnému areálu patří objekty hospodářského dvora (špýchar, stodola, kolna), ale kromě klenutých interiérů v zámecké budově jsou cenná také nejspíše barokní kamenná ostění a parapetní římsy některých oken nebo dochované dřevěné dveře a okna.